# Дзешково
Дзешково (пол. Dzieszkowo, нім. Neu Dischenhagen) — село в Польщі, у гміні Пшибернув Голеньовського повіту Західнопоморського воєводства.
Населення — 78 осіб (2011).
У 1975-1998 роках село належало до Щецинського воєводства.

## Демографія
Демографічна структура станом на 31 березня 2011 року:
|          | Загалом | Допрацездатний вік | Працездатний вік | Постпрацездатний вік |
| -------- | ------- | ------------------ | ---------------- | -------------------- |
| Чоловіки | 38      | 9                  | 26               | 3                    |
| Жінки    | 40      | 10                 | 22               | 8                    |
| Разом    | 78      | 19                 | 48               | 11                   |